# Oligothrix gracilis
Oligothrix es un género monotípico de plantas herbáceas perteneciente a la familia de las asteráceas. Su única especie: Oligothrix gracilis, es originaria de Sudáfrica. 

## Descripción
Es un planta anual herbácea que alcanza un tamaño de 0.3 m de altura. Se encuentra a una altitud de 1000 - 1676 metros en Sudáfrica.

## Taxonomía
Oligothrix gracilis fue descrita por Augustin Pyrame de Candolle  y publicado en Prodromus systematis naturalis regni vegetabilis 6: 304. 1838.